# Evangelische Pfarrkirche Pöttelsdorf

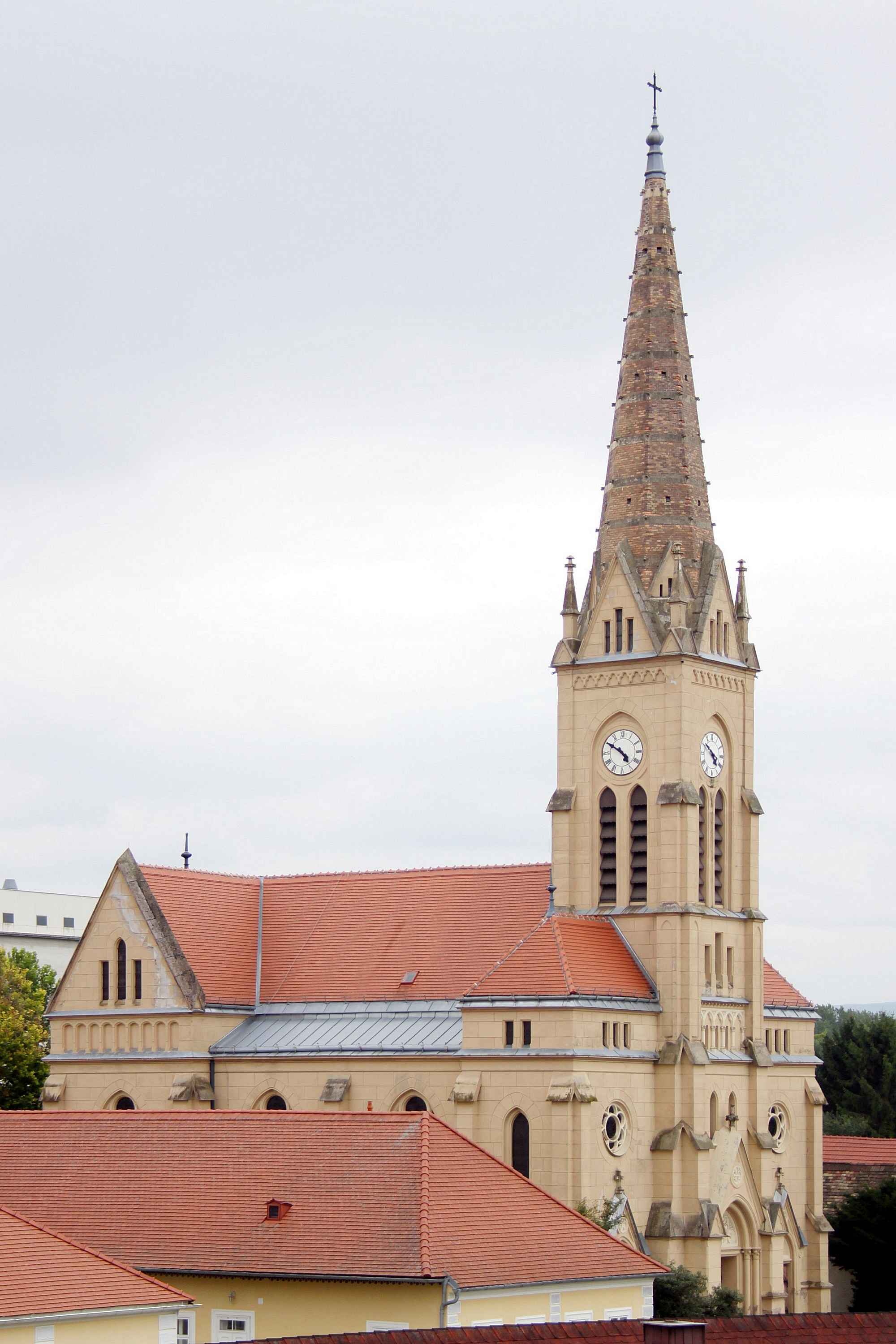
Evangelische Pfarrkirche in Pöttelsdorf

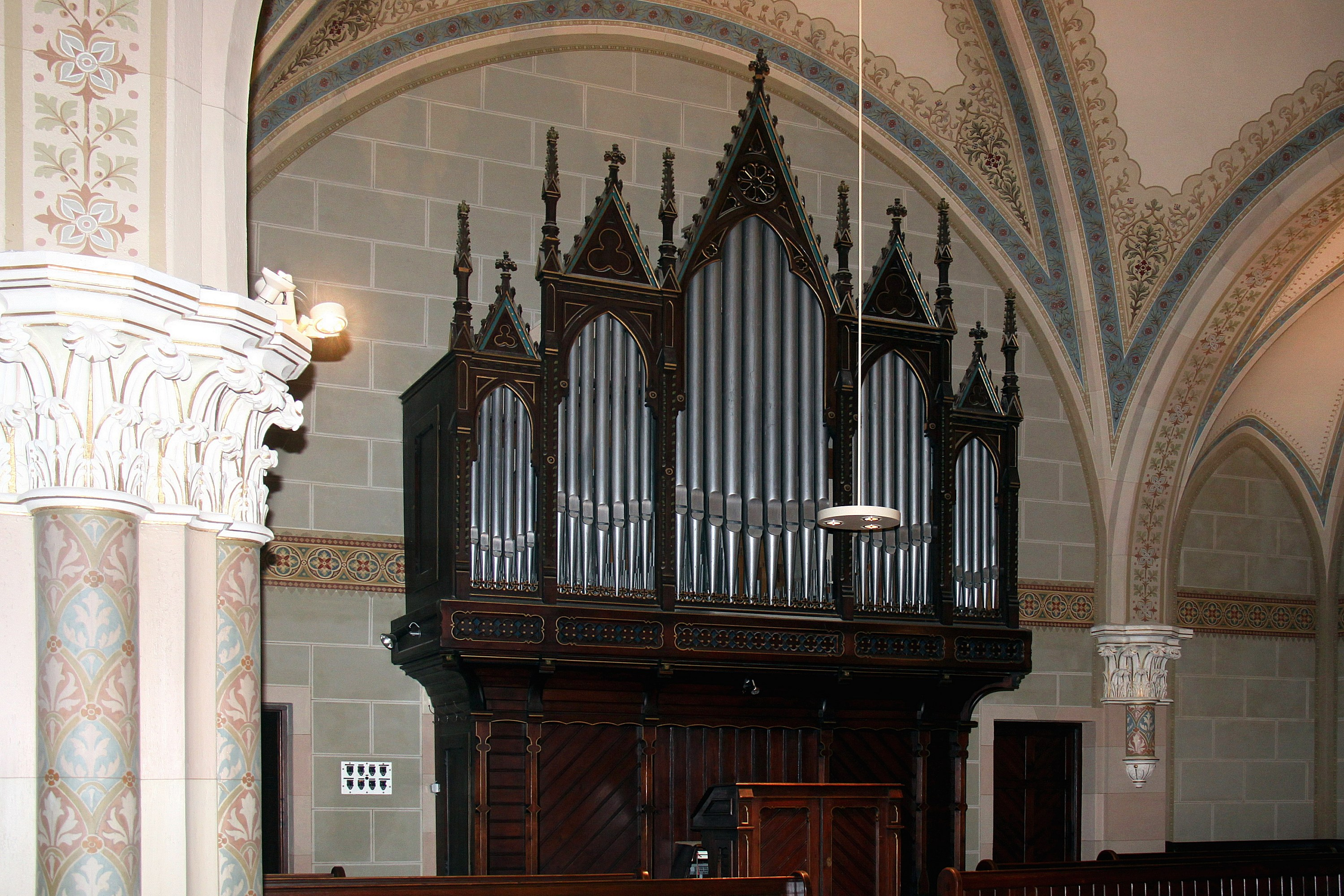
Die Orgel auf der Empore

Die evangelisch-lutherische Pfarrkirche Pöttelsdorf A. B. steht an der Hauptstraße im Westen der Gemeinde Pöttelsdorf im Bezirk Mattersburg im Burgenland. Die Pfarrkirche gehört zur Superintendentur A. B. Burgenland und steht unter Denkmalschutz (Listeneintrag).

## Geschichte
Die Evangelische Pfarrkirche Pöttelsdorf entstand als eine der Toleranzgemeinden nach dem Erlass des Toleranzpatentes durch Kaiser Joseph II. 1786 wurde ein erstes Bethaus errichtet. In den Jahren 1900/1901 wurde der bestehende neugotische Kirchenbau nach Plänen des Wiener Architekten Ludwig Schöne erbaut, wobei das Abbruchmaterial des Bethauses für die Fundierung des Neubaus Verwendung fand.

## Architektur
Der Kirchenbau ist als eine strebepfeilerbesetzte dreischiffige Hallenkirche mit Querhaus und polygonaler Apsis ausgeführt, dem ein monumentaler übergiebelter Fassadenturm mit Dreiportalgruppe und Steilhelm vorgesetzt ist. In der Formensprache schließt sich der in hellem Sandstein ausgeführte Bau der französischen Frühgotik an. Der Kirchenraum ist über Bündelpfeilern mit Blattkapitellen kreuzrippengewölbt.
Die Kirche weist noch ihre originale ornamentale Ausmalung und ornamentale Verglasung der Erbauungszeit auf sowie die Ausstattung mit Emporen, Kanzel und fünfteiligem Orgelprospekt. Das neugotische Altarretabel enthält ein Altarbild mit der Darstellung „Christus am Ölberg“.